# Prabuty (gromada w powiecie iławskim)
Prabuty (do 31 XII 1959 Rodowo) – dawna gromada, czyli najmniejsza jednostka podziału terytorialnego Polskiej Rzeczypospolitej Ludowej w latach 1954–1972.
Gromady, z gromadzkimi radami narodowymi (GRN) jako organami władzy najniższego stopnia na wsi, funkcjonowały od reformy reorganizującej administrację wiejską przeprowadzonej jesienią 1954 do momentu ich zniesienia z dniem 1 stycznia 1973, tym samym wypierając organizację gminną w latach 1954–1972.
Gromadę Prabuty z siedzibą GRN w mieście Prabutach (nie wchodzącym w jej skład) utworzono 1 stycznia 1960 w powiecie iławskim w woj. olsztyńskim w związku z przeniesieniem siedziby GRN gromady Rodowo z Rodowa do Prabut i zmianą nazwy jednostki na gromada Prabuty; równocześnie do nowo utworzonej gromady Prabuty włączono obszar zniesionej gromady Sypanica w tymże powiecie.
22 grudnia 1971 do gromady Prabuty włączono obszar zniesionej gromady Kołodzieje oraz miejscowości Bronowo Małe, Jakubowo, Obrzynowo, Pachutki i Stańkowo ze zniesionej gromady Obrzynowo w tymże powiecie.
1 stycznia 1972 do gromady Prabuty włączono tereny o powierzchni 2.531 ha z miasta Prabuty w tymże powiecie.
Gromada przetrwała do końca 1972 roku, czyli do kolejnej reformy gminnej. 1 stycznia 1973 w powiecie iławskim utworzono gminę Prabuty.